# Párbeszéd – A Zöldek Pártja
A Párbeszéd – A Zöldek Pártja (röviden Párbeszéd vagy Párbeszéd – Zöldek, korábban PM) 2013-ban alakult magyarországi politikai párt, amely magát baloldali, zöld pártként határozza meg.
A pártot a Lehet Más a Politikából kilépett tagok alapították meg, miután az LMP 2013. január 26-ai kongresszusa nagy többséggel megerősítette a novemberi döntést, mely szerint nem lépnek szövetségre az Együtt – a Korszakváltók Pártjával. Nem sokkal később, március elején az új párt szövetséget hozott létre az Együtt – a Korszakváltók Pártja mozgalommal, amely közben szintén párttá alakult.
2016 szeptemberében a párt új logót vezetett be és az addigi PM helyett a Párbeszéd rövidítést használja. 2023 márciusában a párt kongresszusa döntött a párt új nevéről, amely így Párbeszéd – A Zöldek Pártja lett, és minimálisan változott a párt logója is.

## Története
A pártot az LMP-ből kilépett tagok alapították meg, miután az LMP 2013. január 26-i kongresszusa nagy többséggel megerősítette a novemberi döntést, mely szerint nem lépnek szövetségre az Együtt 2014-gyel. Erre válaszul másnap a platform közgyűlése arról döntött, hogy tagjai kilépnek az LMP-ből és egy új, baloldali zöldpártot hoznak létre, melynek később a Párbeszéd Magyarországért nevet adták. A kilépők száma a két oldal szerint kb. 100 fő volt, a 15 fős parlamenti frakcióból viszont 8 képviselő lépett ki, megtartva mandátumát, így a képviselőcsoport létszáma a minimálisan előírt 12 alá csökkent, és a frakció megszűnt. A házszabály értelmében a képviselők így függetlenné váltak.
2013 március elején a közben szintén párttá alakult Együtt 2014 mozgalommal „választói szövetséget" kötöttek. A pártszövetség (Együtt-PM) elnökségének tagjai Szigetvári Viktor, a Haza és Haladás Egyesület alelnöke, Kónya Péter, a Magyar Szolidaritás Mozgalom elnöke, Juhász Péter, a Milla Egyesület korábbi vezetője, Jávor Benedek és Szabó Tímea, a PM két társelnöke. Bajnai Gordon volt miniszterelnök a szövetségi elnökség hatodik tagjaként a kormányzati és választási felkészülést irányította. 2014. január 14-én több más szervezettel együtt (Magyar Szocialista Párt, Demokratikus Koalíció, Magyar Liberális Párt) az Összefogás nevű pártszövetség tagja lett, melynek neve március 6-tól „Kormányváltás”ra módosult a hasonló nevű Összefogás Párt miatt, a szövetség célja pedig a 2014-es magyarországi országgyűlési választáson – az új nevéből adódóan – a Fidesz kormány leváltása volt, azonban ez nem sikerült, viszont az Összefogás listájáról a PM szövetségese, az Együtt három, a PM pedig egy képviselői mandátumot szerzett, mellyel a pártnak független képviselői lettek az Országgyűlésben, mivel nem érték el a frakcióalapításhoz szükséges öt képviselői mandátumot.
A 2014-es európai parlamenti választáson május 25-én a párt, szövetségben az Együtt párttal 7,22%-os támogatottságot kapott, ami egy képviselői helyre lett elegendő az Európai Parlamentbe, ezt a listavezető Bajnai Gordon nyerte el, aki viszont már korábban közölte, hogy (Gyurcsány Ferenchez hasonlóan) elnyert mandátum esetén sem megy Brüsszelbe, ezért a mandátumát a lista második helyezettjének, Jávor Benedeknek adta át.
2016 szeptemberében a párt új logót vezetett be és az addigi PM helyett a Párbeszéd rövidítést használja.
A 2017 április 29-30-ai taggyűlésen megújították a vezetőséget, újraválasztották Szabó Tímea és Karácsony Gergely társelnököket, elfogadták a párt választási stratégiáját és megnevezték miniszterelnök-jelöltjüket, Karácsony Gergelyt.
2017. decemberben az MSZP elnöksége bejelentette, támogatja, hogy Karácsony Gergely legyen a baloldal közös miniszterelnök-jelöltje a 2018-as magyarországi országgyűlési választáson. 2018. januárban Molnár Gyula pártelnök bejelentette, hogy közös listát állít az MSZP és a Párbeszéd Magyarországért, a névsort Karácsony Gergely, a Párbeszéd társelnöke vezette, aki a két párt közös miniszterelnök-jelöltje volt. A pártszövetség a választáson 11,91%-ot ért el, így a harmadik legtámogatottabb politikai szereplővé vált az országgyűlésben, ebből a Párbeszédnek három képviselői mandátum jutott Szabó Tímeának, Tordai Bencének és Karácsony Gergelynek, utóbbi jelezte, hogy lemond a mandátumáról, amit később Kocsis-Cake Olivio kapott meg. Ezen képviselőkhöz csatlakozott Bősz Anett a Liberálisoktól és Burány Sándor az MSZP-től, hogy a Párbeszédnek önálló frakciója legyen, amihez minimum öt képviselő szükséges, de Bősz utóbb kilépett a frakcióból „a liberális értékek képviseletének lehetetlensége” és egy olyan megállapodás be nem tartása miatt, ami szerint a frakciók állami támogatásából jelentős összeg, a sajtó szerint 60 millió forint jutna a Liberálisoknak. A megállapodást Molnár Gyula akkori MSZP pártelnök és a Liberálisok elnöke, Fodor Gábor mellett Karácsony Gergely akkori miniszterelnök-jelölt írta alá. A megállapodásban foglaltak felvethetik a tiltott pártfinanszírozás lehetőségét, de mivel jogilag ez inkább csak szándéknyilatkozat volt igazából senkit nem kötelez semmire. Az eset után Mellár Tamás, aki független képviselőkét került a parlamentbe jelezte, hogy átveszi Bősz megüresedett helyét, hogy megmentse a Párbeszéd frakcióját, illetve az ellenzéki együttműködésnek ezt a lehetőségét.
2023 márciusában a párt kongresszusa döntött a párt új nevéről, amely így Párbeszéd – A Zöldek Pártja lett, és csekély mértékben változott a párt logója is.

## Szervezeti felépítése
A pártot kilenc tagú elnökség vezeti, élén egy női és egy férfi társelnökkel.
A párt szóvivője Barabás Richárd, kommunikációs igazgatója Murányi András.

### Társelnökei
| Az Párbeszéd társelnökei | Az Párbeszéd társelnökei | Az Párbeszéd társelnökei | Az Párbeszéd társelnökei | Az Párbeszéd társelnökei | Az Párbeszéd társelnökei |
| Hivatal kezdete          | Hivatal vége             | Férfi társelnök          | Női társelnök            | Ügyvezető társelnök      | Forrás                   |
| ------------------------ | ------------------------ | ------------------------ | ------------------------ | ------------------------ | ------------------------ |
| 2013. február 17.        | 2014. június 15.         | Jávor Benedek            | Szabó Tímea              |                          |                          |
| 2014. június 15.         | 2022. július 10.         | Karácsony Gergely        | Szabó Tímea              |                          |                          |
| 2022. július 10.         | 2024. február 1.         | Tordai Bence             | Szabó Rebeka             | [ 21 ]                   |                          |
| 2024. február 17.        | hivatalban               | Barabás Richárd          | Szabó Rebeka             | Szabó Tímea              | [ 22 ]                   |

### Az elnökség tagjai
| Időszak   | Társelnökök                    | Az elnökség tagjai                                                                                       |
| --------- | ------------------------------ | --- |
| 2013–2014 | Szabó Tímea, Jávor Benedek     | Scheiring Gábor, Bakó Krisztina, Tordai Bence, Karácsony Gergely                                         |
| 2014–2016 | Szabó Tímea, Karácsony Gergely | Szabó Rebeka, Erőss Gábor, Mach Péter                                                                    |
| 2016–2017 | Szabó Tímea, Karácsony Gergely | Barabás Richárd, Hegyesi Beáta, Hudák János, Szabó Zsolt, V. Naszályi Márta                              |
| 2017–2018 | Szabó Tímea, Karácsony Gergely | Béres András, Erőss Gábor, Hegyesi Beáta, Szabó Zsolt, V. Naszályi Márta                                 |
| 2018–2020 | Szabó Tímea, Karácsony Gergely | Béres András, Hegyesi Beáta, Mach Péter, Szabó Zsolt, Tordai Bence                                       |
| 2020–2022 | Szabó Tímea, Karácsony Gergely | Béres András, Dorosz Dávid, Dr. Erőss Gábor, Jakál Adrienn, Szabó Zsolt, Tordai Bence, V. Naszályi Márta |
| 2022–2024 | Szabó Rebeka, Tordai Bence     | Béres András, Jakál Adrienn, Szabó Tímea, Szabó Márton, Temesvári Szilvia, V. Naszályi Márta             |
| 2024–     | Szabó Rebeka, Barabás Richárd  | Szabó Tímea, Jakál Adrienn, Béres András, Kovács Márton, Varga Attila                                    |

### Alapítványa
A 2014-es országgyűlési választásokon elért eredmények alapján a Párbeszéd létrehozta „Megújuló Magyarországért” nevű alapítványát 2014 júniusában. Az alapítvány a párt szellemiségét követve rendszeresen tart konferenciákat, tart fenn szakmai műhelyeket és működteti az ország több pontján „Zöld Terasz” nevű közösségi pontjait. Az Alapítvány vezetője Büttl Ferenc közgazdász.

## Választási eredményei

### Országgyűlésiválasztások
| Választás | Szavazatok száma | Szavazatok aránya | Mandátumok száma | Mandátumok aránya | Parlamenti szerepe |
| --------- | ---------------- | ----------------- | ---------------- | ----------------- | ------------------ |
| 2014-es1  | 1 273 2751       | 26,85%1           | 1 / 199          | 0,5%              | ellenzék           |
| 2018-as2  | 682 6052         | 11,91%2           | 4 / 199          | 1,51%             | ellenzék           |
| 2022-es3  | 1 947 3313       | 34,44%3           | 6 / 199          | 3,02%             | ellenzék           |

1Az Összefogás tagjaként.

2Az MSZP-vel közös listán.

3Az Egységben Magyarországért részeként.

### Helyi önkormányzati választásokválasztások
Párbeszédes polgármesterrel rendelkező települések:
- Budapest – Karácsony Gergely (2019 óta)
- Budapest I. kerület - Váradiné Naszályi Márta (2019 és 2024 között)
- Nagyfüged – Ürmös István (2024-2025 között)

### Európai parlamentiválasztások
A párt európai parlamenti képviselője: Jávor Benedek (2014 és 2019 között)
| Választás | Szavazatok száma | Szavazatok aránya | Mandátumok száma | Európai parlamenti csoport                   | Európai párt |
| --------- | ---------------- | ----------------- | ---------------- | -------------------------------------------- | ------------ |
| 2014**    | 167 012          | 7,22%             | 1/21             | Zöldek/Európai Szabad Szövetség (Greens/EFA) | –            |
| 2019***   | 229 551          | 6,61%             | 0/21             | –                                            | –            |
| 2024****  | 367 162          | 8,03%             | 0/21             | –                                            | –            |

**Választási szövetségben az Együtt párttal.

***Választási szövetségben a Magyar Szocialista Párttal.

****A DK–MSZP–Párbeszéd részeként.